# Одноплавниковая кошачья акула
Одноплавниковая кошачья акула (лат. Pentanchus profundicolus) — единственный вид рода одноплавниковых кошачьих акул (Pentanchus) семейства кошачьих акул (Scyliorhinidae). Обитает в западной части Тихого океана. Максимальный размер 51 см. Вид известен по голотипу и единственному экземпляру, пойманному в море Минданао, Филиппины.

## Таксономия
Вид впервые описан в 1912 году в записках Национального музея Соединенных Штатов. Голотип представляет собой взрослого самца длиной 49,5 см, пойманного в море Минданао между островами Минданао и Лейте, Филиппины, на глубине 1070 м в 1909 году.

## Ареал и среда обитания
Эти акулы обитают в западной части Тихого океана, на материковом склоне в море Минданао и проливе Табуас на глубине 1071 м.

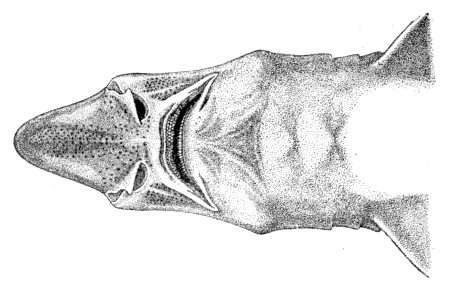
Голова одноплавниковой акулы (вид снизу).

## Описание
Одноплавниковая кошачья акулы внешне очень похожа на акул рода Apristurus. Главное отличие заключается в том, что у них, как понятно из названия, имеется только один спинной плавник. У одноплавниковой кошачьей акулы коренастое и сжатое тело, увеличивающееся в высоту в районе грудных плавников и сужающееся к хвосту. Тело мягкое и дряблое с тонкой кожей. Хвост короткий. Расстояние от анального отверстия до основания нижней хвостовой лопасти составляет 3/5 от длины между кончиком морды и анальным отверстием. Голова сильно приплюснутая и удлинённая. Её длина составляет 1/4 от общей длины тела. Морда приплюснутая, узкая и заострённая, её длина существенно превышает ширину рта. На морде видны крупные чувствительные поры. Крупные ноздри обрамлены кожаными складками. Под глазами имеются выступающие гребни. По углам рта имеются борозды. Верхние зубы вины, даже когда рот закрыт. Основание спинного плавника расположено посередине основания анального плавника. Внутренние края брюшных плавников не срощены и не прикрывают короткие и толстые птеригоподии у самцов. Анальный плавник сильно удлинён и существенно крупнее спинного и брюшных плавников. Длина его основания в 2 раза превышает длину основания спинного плавника. Анальный плавник начинается там, где заканчивается основание брюшных плавников. Он отделён от нижней лопасти хвостового плавника небольшой выемкой. Хвостовой плавник удлинён, его длина составляет 1/5 от общей длины тела. Окрас ровного тёмно-коричневого цвета.

## Биология
Максимальный размер составляет 51 см. Вероятно, размножается, откладывая яйца. Размер неполовозрелых акул составляет 38 см.

## Взаимодействие с человеком
Опасности для человека не представляет. Коммерческой ценности не имеет. В местах обитания этих акул глубоководное рыболовство отсутствует. Для определения статуса сохранности вида недостаточно данных.